# Lepanthes revoluta
Lepanthes revoluta är en orkidéart som beskrevs av Carlyle August Luer och Cloes. Lepanthes revoluta ingår i släktet Lepanthes och familjen orkidéer.
Artens utbredningsområde är Peru. Inga underarter finns listade i Catalogue of Life.